# Hendrik van Oordt

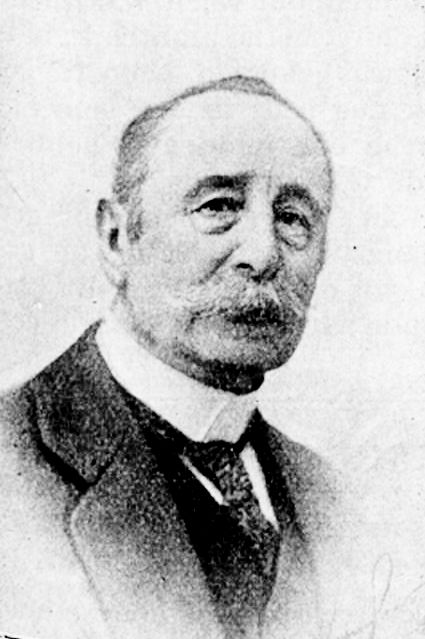
Hendrik van Oordt

Hendrik van Oordt (Rotterdam, 31 juli 1864 - Den Haag, 10 mei 1934)  was een Nederlands waterbouwkundige. 

## Opleiding en eerste werkkring
Na zijn HBS-opleiding in Rotterdam ging hij in 1883 naar de Polytechnische School te Delft om te studeren voor civiel ingenieur. Hij rondde de studie af in 1888. Als aspirant-ingenieur begon hij toen bij Rijkswaterstaat in Den Haag. In 1890 werd hij als ingenieur 3e klasse geplaatst in Maarssen, bij de aanleg van het Merwedekanaal. In 1891 ging hij naar Arnhem en in 1895 naar Heusden voor de aanleg van de Bergsche Maas.

## Amsterdam
Eind 1898 werd hij als ingenieur 2e klasse geplaatst bij het arrondissement Amsterdam en vanaf 1901 bij het arrondissement Noordzeekanaal. In deze tijd heeft hij een belangrijke bijdrage geleverd aan de verbreding van het Noordzeekanaal. Dit kreeg een bodembreedte van 50 m bij een diepte van 10.30 m onder N.A.P. Hierdoor moesten ook veel kunstwerken aangepast worden.
Zijn liefde voor de techniek maakte, dat hij zijn plannen goed doordacht, zich van nieuwe materialen en constructies op de hoogte stelde en die toepaste. Zo stelde hij reeds in 1899 voor om voor de bouw van een brug over de ringvaart van de Watergraafsmeer, ter vervanging van de Schollenbrug in de rijksstraatweg van Amsterdam naar Naarden, een boogbrug van gewapend beton te bouwen, toendertijd het “systeem Monier” genaamd. Deze brug is ook inderdaad in 1900 in gewapend beton uitgevoerd. In 1900 heeft Van Oordt, samen met ir. C.E.W. van Panhuys een studiereis naar Frankrijk om het gewapend beton volgens de methode van Hennebique  te bekijken; hiervan hebben ze een verslag in de Verhandelingen van het KIvI gepubliceerd. 
In die tijd is ook de vissershaven van IJmuiden verbeterd. Ook hier heeft Van Oordt het gebruik van gewapend beton gestimuleerd. Het kadedek werd geplaatst op een puttenfundering. Ook heeft hij er voor gezorgd dat de haven aan de zuidwestelijke oever een aansluiting kreeg aan het spoorwegnet. Hij heeft hierover in 1903 een artikel voor De Ingenieur geschreven. Samen met de directeur van de visserijhaven, J.M. Bottemane heeft hij voor het XIe PIANC congres van 1908 in St. Petersburg een rapport geschreven over Vissershavens langs de Nederlandse kust.
Naast de nieuwbouw heeft hij ook veel werk gestoken in de verbetering van betalende werken, zoals de elektrificatie van de Noordzeesluizen van IJmuiden en verbetering van de uitwateringssluizen bij Schellingwoude en IJmuiden.

## Rotterdam
Eind oktober 1903 werd Van Oordt overgeplaatst naar Den Haag, maar al een half jaar later werd hij de arrondissementsingenieur voor de Nieuwe Waterweg. Hij werd verantwoordelijk voor de verbetering van de monding. Het plan van Pieter Caland moest aangepast worden, en toen Van Oordt aantrad was dit de laatste fase van de verbeteringswerken. Deze werken leidden tot een diepte van 8 m onder laag water en  een bodembreedte van 100 m. Een belangrijk onderdeel was de aanleg van een geleidedam bij bestaande zuiderdam. In een publicatie hierover in De Ingenieur beschrijft hij in detail deze dam en geeft hij de nodige profieltekeningen. Ook is onder zijn leiding het nodige baggerwerk uitgevoerd. In 1906 werd Van Oordt ingenieur 1eklasse. 

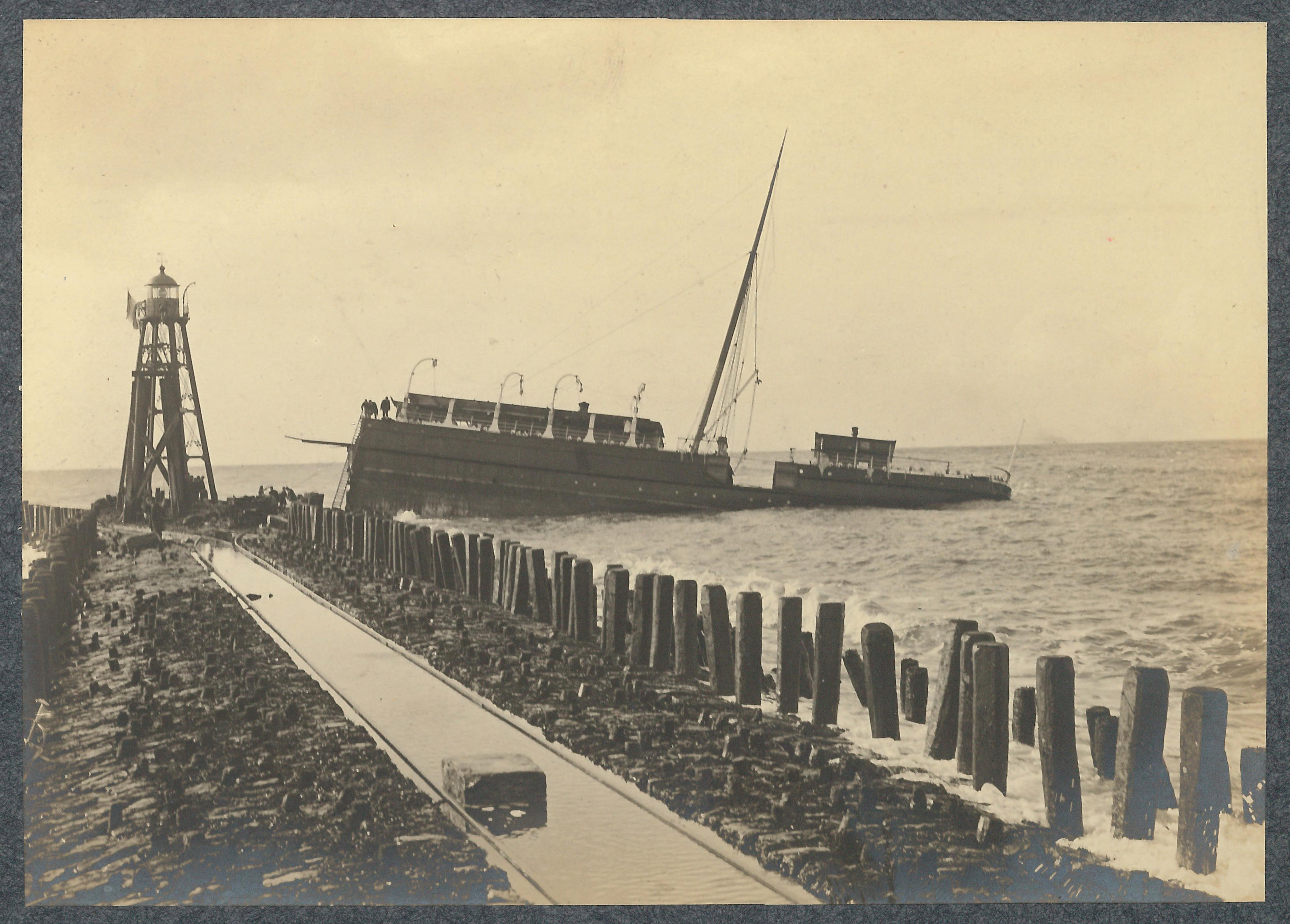
Scheepsramp Berlin 1907

Belangrijk in zijn tijd in Rotterdam was de ramp van de „Berlin", in gebruik als veerboot tussen Harwich en Hoek van Holland. Het schip verging om zes uur in de ochtend van donderdag 21 februari 1907 toen het onderweg naar Nederland bij Hoek van Holland de pier ramde. Hierbij kwamen 128 van de 144 opvarenden om het leven. Dit had tot gevolg, dat een staatscommissie werd ingesteld voor het reddingswezen op de Nederlandse kust. Het voorzitterschap werd in handen gelegd van Prins Hendrik der Nederlanden (de echtgenoot van koningin Wilhelmina der Nederlanden). Van Oordt werd als secretaris van deze Commissie aangewezen en was dus feitelijk degene die het werk moest doen. De conclusie van de commissie was dat de organisatie van het reddingswezen wel goed was, maar dat er wel wat betere reddingsboten nodig waren, met name voor Scheveningen. Ter beloning van de door hem in deze functie verrichte diensten, werd hij benoemd tot officier in de Orde van Oranje-Nassau.

## Zeeland
Op 1 oktober 1912 werd hij benoemd tot hoofdingenieur-directeur in de directie Zeeland. Dit bleef hij tot zijn pensioen op 1 oktober 1930.
In Zeeland waren belangrijke werken de verbetering van de haven van Vlissingen. Er was een overeenkomst tussen de staat en de maatschappij De Schelde over de bouw van de keersluis. Volgens deze overeenkomst was het rijk verantwoordelijk voor de bouw van die sluis die in het Kanaal door Walcheren ligt. Het doel van deze keersluis is om het waterniveau van de Binnenhavens te scheiden van de rest van het kanaal. Dat is nodig om (grote) schepen die gebouwd zijn op de scheepswerf De Schelde te water te laten en naar open water te brengen. Door de keersluis is het dan niet nodig om het waterniveau in het gehele kanaal te verhogen. Daarnaast was de exploitatie van de haven een punt van zorg. 

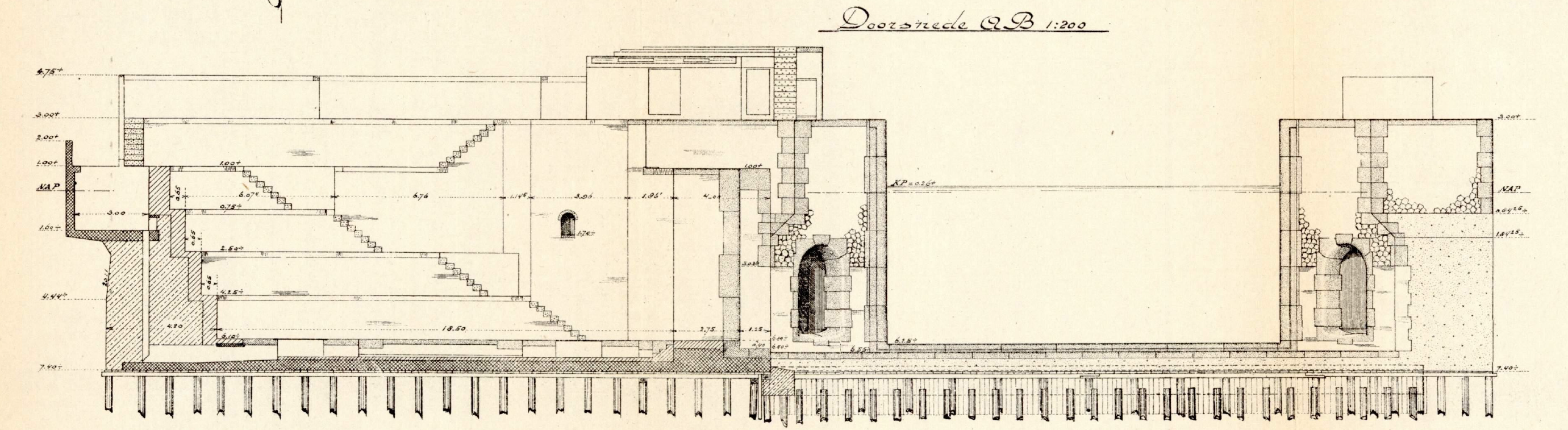
Sluiskolk Hansweert 1917

Onder leiding van Van Oordt zijn de oostsluis in Wemeldinge en de oostsluis in Hansweert gebouwd (kanaal door Zuid-Beveland). Daarnaast heeft hij aandacht besteed aan de verbetering van de havenvoorzieningen in Terneuzen en Breskens. Over de haven van Breskens heeft hij ook een artikel in De Ingenieur gepubliceerd. 
Toen de financiering van rijkswegen verbeterd was door invoering van de wegenbelastingwet van 1926 kon hij ook de rijkswegen in Zeeland aanpakken en verbeteren. 

## Privé
Hij was de zoon van Gregorius Johan van Oordt, raffinadeur, en Christiana Philippina van Alphen. Hij is op 11 juni 1891 gehuwd met  Anne Marie van Erp Taalman Kip. In 1892 kregen zij een zoon, Gregorius Johannes (Gregor) van Oordt, die bioloog en hoogleraar propaedeutische zoölogie en endocrinologie aan de Universiteit Utrecht werd. Het echtpaar is in 1902 gescheiden. Na zijn pensionering in 1929 ging Van Oordt te Scheveningen wonen. 
De regering heeft Van Oordts verdiensten erkend door hem te benoemen tot ridder in de orde van de Nederlandse Leeuw.

## Publicaties
In de Verhandelingen en De Ingenieur zijn verschillende artikelen verschenen van de hand van Van Oordt, of waaraan hij heeft medegewerkt, te vinden en wel: 
- Beproeving van de brug over de Bergsche Maas bij Heusden (Verhandelingen KIvI 1900—1901, blz 61-90; pdf blz 86-101)
- Toepassing Hennebique-constructies (Verhandelingen KIvI 1901—1901, blz 133-147; pdf blz 170-177, platen pdf 214-227 )
- Scheprad Stoomgemaal bij Schellingwoude  (De Ingenieur, jrg 16, no 36, 07-09-1901);
- Steiger van gewapend beton bij de visschershaven te IJmuiden (De Ingenieur, jrg18, no 24, 13-06-1903)
- Leidam aan het Zuiderhoofd te Hoek van Holland (De Ingenieur, jrg 27, no 35, 31-08-1912)
- Haven van Breskens (De Ingenieur,  jrg 32, no 18, 05-05-1917)

Daarnaast zijn er nog rapporten: 
- Verslag omtrent de in 1908 en 1909 verrichte stroomdrijvingen in de rivieren: bij Hardinxveld, Dordrecht, Krimpen aan de Lek, de Oostpunt van Rozenburg en te Hoek van Holland door H. van Oordt en M.C.E. Bongaerts; met medew. van G. Redeker, L.R. Wentholt en J.W. Thierry
- Visserijhavens langs de Nederlandsche kust - XIe PIANC congres (is opgenomen in deel "Ports de peche et ports de refuge pour le cabotage", oclc nr 1277473075, op papier beschikbaar bij Bibliotheek TU Delft).

- Virtual International Authority File: 31150516595703440284